# 霧 (小説)
『霧』（きり、The Mist）は、1980年に発表されたアメリカ合衆国の小説家スティーヴン・キング作の中編小説。
カービー・マッコーリー編の書き下しホラーアンソロジー Dark Forces（1980）に発表された。同書は1982年に『闇の展覧会』という邦題でハヤカワ文庫から2分冊で出版され、本作はその第1巻に収録されている。2005年に『闇の展覧会　敵』『- 罠』『- 霧』の３分冊で復刊された新装版においては『- 霧』に収録されている。
キングの個人短編集 Skeleton Crew（1985）にも収録されている。同書は1987年にサンケイ文庫（サンケイ出版）から『スティーヴン・キング短編傑作全集（1 - 3）』として、1988年に扶桑社ミステリー（扶桑社）から
『スケルトンクルー（1 - 3）』としていずれも3分冊で刊行された。本作はそれぞれの第1巻『骸骨乗組員』に収められている。

## 概要
謎の霧とその中に潜む怪物によってスーパーマーケットに閉じ込められた人々の様子を描いた本作の著筆は、元々『闇の展覧会』の編集者でもあり、キングのエージェントでもあったマッコーリーの創作依頼によって始まった。当初はキング自身も短編を書くつもりでいたが、物語を進ませるに連れて短編では収まりきれず、最終的にはマッコーリーによる許可のもと、中編小説として完成された。これは構想を練ることに頼らず、物語の流れを自然に任せるキングにありがちなことであり、キングの処女作『キャリー』も当初は男性向け雑誌に投稿するための短編として構想されていたものだが、後に中編として完成した。
本作の映像化は、2007年に『ショーシャンクの空』『グリーンマイル』など、過去にキングの作品を映像化させ成功させてきたフランク・ダラボンによって実現された。ダラボンによる『ミスト』は、物語こそ細かな点の変更を除けば小説とさほど変わりはなかったが、結末は大きく変更されており、キング自身も映画の結末を賞賛している。
『ミスト』以前にもコナミによってゲーム化される予定であったが、諸事情によって断念された。しかし、町全体を包んだ霧の中に怪物が潜んでいるというコンセプトは『サイレントヒル』の開発に引き継がれ、発売された。

## あらすじ
7月19日、メイン州西部全域はかつてない激しい雷雨に見舞われ、嵐は州に深刻な損害を与えた。主人公デヴィッド・ドレイトン一家の住宅も例外ではなく、窓ガラスは割れ、長年大切にしてきた老樹は倒れ、ボート小屋は隣の別荘に住むノートン弁護士の樹木によって破壊された。デヴィッドは妻のステファニーを自宅に残し、ノートンと息子のビリーを車に乗せ、生活必需品を求めて町のスーパーマーケットに向かった。そこは嵐によって思わぬ損害を受けた住民たちで溢れており、人々は暇があればアローヘッド計画と呼ばれる極秘の計画の噂をしていたところ、慌ただしく行動する軍の姿を確認した。それと同時に、霧もやって来た。霧を一目見ようと外に出る人もいたが、唯一町で狂信的ゆえに周囲から変人とされているミセス・カーモディだけは霧の危険を察知し、人々に決して外に出ないよう訴えた。人々はいつもの妄言だと相手にしなかったが、霧の中から逃げてきた男は鼻血を流しながら「何かが霧の中にいる、何かがジョン・リーをさらった」を叫び、店内にいた人々は不安と混乱に襲われた。やがて霧は、スーパーマーケットを飲み込んだ。
店内にいた人々は興奮し、幾人かは店の外に出た。デヴィッドの制止も聞かずノートンも外に出ようとしたが、やがて霧の中から警報のように長い悲鳴が上がった。一人の男が悲鳴の主を助けようと霧の中に入った。ミセス・カーモディは再度外に出ないよう忠告したが、その直後にまた悲鳴が上がった。次の瞬間には地震と異なる大きな衝撃が襲いかかり、今まで響いていた火災警報の音も突然消え、残ったのは静寂のみである。店の中は些細な混乱に襲われた。外に出るか否かで意見は割れ、また似たような地震がネイプルズかカスコーで起こったと主張する老夫婦も現れ、家に帰りたいと父に訴えるビリーに怒りをぶつける者までいた。ある女性は家の残した子供たちを心配し、周囲の人々に一緒に外へ出ることを誘うが、彼女と付き合う人は誰もおらず、女性は人々に「地獄へ堕ちるがいい」と言い残し、霧の中へ消えた。
デヴィッドは発電機から不愉快な匂いを感じて停止させた直後、外から不可解な音がするのを聞いた。オリーや20歳前のノーム、ジム、マイロンがデヴィッドと一緒に発電機の再起動に向かったが、やはり不愉快な匂いは消えていなかった。皆はこれを排気口が詰まっていると判断し、デヴィッドとオリーの制止を聞かず、それどころか軽蔑すらするノームたち3人は発電機を正常化させるため、シャッターを開く。外にある排出口に詰まっているものを取り出そうとノームはシャッターの向こうに広がる霧に近寄るが、霧の中から現れたのは複数の巨大な触手であり、触手はシャッターに近かったノームに巻き付いた。デヴィッドはノームを助けようとしたが、他の3人は恐怖と衝撃のあまり呆然としており、その場から動けなかった。デヴィッドも命乞いするノームを助けようとはしたが、やがて自分が死んだ瞬間のビリーの状況を考え、ノームを見捨てることにした。ノームは触手によって霧の中へ連れて行かれ、デヴィッドとオリーはシャッターを閉めた。触手はシャッターが閉まるのを感じ取るかのように霧の中へ戻っていったが、1本だけはシャッターによって切断された。4人はしばらく呆然としたが、やがてデヴィッドは弁明しようとしたマイロンを殴りつけ、また罪滅ぼしのつもりなのか無抵抗のまま殴られた。オリーはデヴィットを制止し、冷静になったデヴィッドはジムとマイロンを先に店内に戻し、オリーとともに発電機を止めた。
デヴィッドはノートンに先ほどの出来事を正直に話すが、ノートンは信用しなかった。しかしノートン自身も恐怖に怯えており、デヴィッドが話を頑固に否定するノートンに掴みかかると、彼はヒステリックに叫んだ。店長のブラウンは何事かと近寄り、酒を飲んでいるオリーを見るとすぐにクビにすると宣告した。オリーは店内にいる人々を集め、デヴィッドは先ほどの悲劇を話した。ノートンとブラウンは事実を否定しようとするが、ミセス・カーモディはデヴィッドの話を肯定し、黙示録が始まったと叫ぶ。人々はミセス・カーモディの叫びを戯言だと言うが、オリー、ジム、マイロンの3人は実際に怪物を見ていたため、彼女に同調した。ノートンはやはり否定的だが、ブラウンは4人に怪物が中へ侵入しようとする際に発する不快な音と倉庫内の触手を確認して真実を認識し、店内の人々に事態の深刻さを語った。
店内は討論を経て、怪物の襲撃に備えた補強作業を始めた。ノートンを中心とした事実の否定派もいたが、それはもはや少数派になっていた。武器の必要性を考えていたデヴィッドは、アマンダ・ダンフリーズと名乗る女性が夫から護身用に購入させられたリボルバーを提供され、それを射撃経験豊富なオリーに託した。窓への補強作業は順調に進んだが、突然ノートン率いる否定派は外に出ると主張して説得を一切聞かず、やがて周囲も引き止めるのを諦めた。その代わり、デヴィッドはどの距離まで外を安全に移動できるか知るため、物干し網を否定派の1人の腰に巻いた。準備ができたノートンたちは、外に出て霧の中へ進んで行った。最初こそは順調に思えたが、やがて霧の中から悲鳴が響き、物干し網も勢いよく引っ張られた。デヴィッドは物干し網を引っ張ってみたが、白いはずの網はある地点から赤く染まっていた。ミセス・カーモディは外に出ると死が待ち構えていると叫び、誰も反論しなくなった。
そして霧に飲まれてから初めての夜が訪れる時、店内の人々はさらなる恐怖と絶望を思い知る。

## 登場人物
デヴィッド・ドレイトン
本作の主人公であり、物語の語り手でもある。
ビリー・ドレイトン
デヴィッドの息子であり、彼に行動力を与えている存在。
ステファニー・ドレイトン
デヴィッドの妻。本作では冒頭にしか登場しないため、生死不明。
ミセス・カーモディ
狂信的な女性。当初は変人としか思われていなかったが、事態の悪化に伴い影響力を持つようになる。
アマンダ・ダンフリーズ
本作のヒロイン的存在。夫から護身用にスミス＆ウェッスンを渡されている。
ブレント・ノートン
弁護士。デヴィッドとはさほど親しい仲ではないが、成り行きで彼と当初行動を共にする。
オリー・ウィークス
スーパーマーケットで働く店員。冴えないが射撃の名手であり、店内でも頼りになるわずかな戦力になる。

## 日本語訳
- 矢野浩三郎訳
  - 『闇の展覧会 1』(1982年、ハヤカワ文庫、ISBN 978-4-15-040297-6）収録
  - 『闇の展覧会 - 霧』(2005年、ハヤカワ文庫、ISBN 978-4-15-041096-4) 収録
  - 『スティーヴン・キング短編傑作全集 1 骸骨乗組員（1987年、サンケイ文庫、ISBN 4-383-02484-X）収録
  - 『スケルトンクルー1 骸骨乗組員』（1988年、扶桑社ミステリー、ISBN 4-594-00284-6）収録

## 関連作品
- ミスト (映画) - 本作の映画化。
- ザ・ミスト（英語版） - 本作をベースとし、2017年にアメリカのテレビ局Spikeで放送されたドラマ
- サイレントヒル